# 刘勇兵
刘勇兵（1953年—），男，汉族，黑龙江泰来人，中华人民共和国政治人物，中国共产党党员，曾任吉林省教育厅副厅长，第十一届全国人民代表大会吉林地区代表。

## 生平
毕业于美国威斯康辛大学材料工程专业。2008年起担任全国人大代表。